# Gerard Terborch

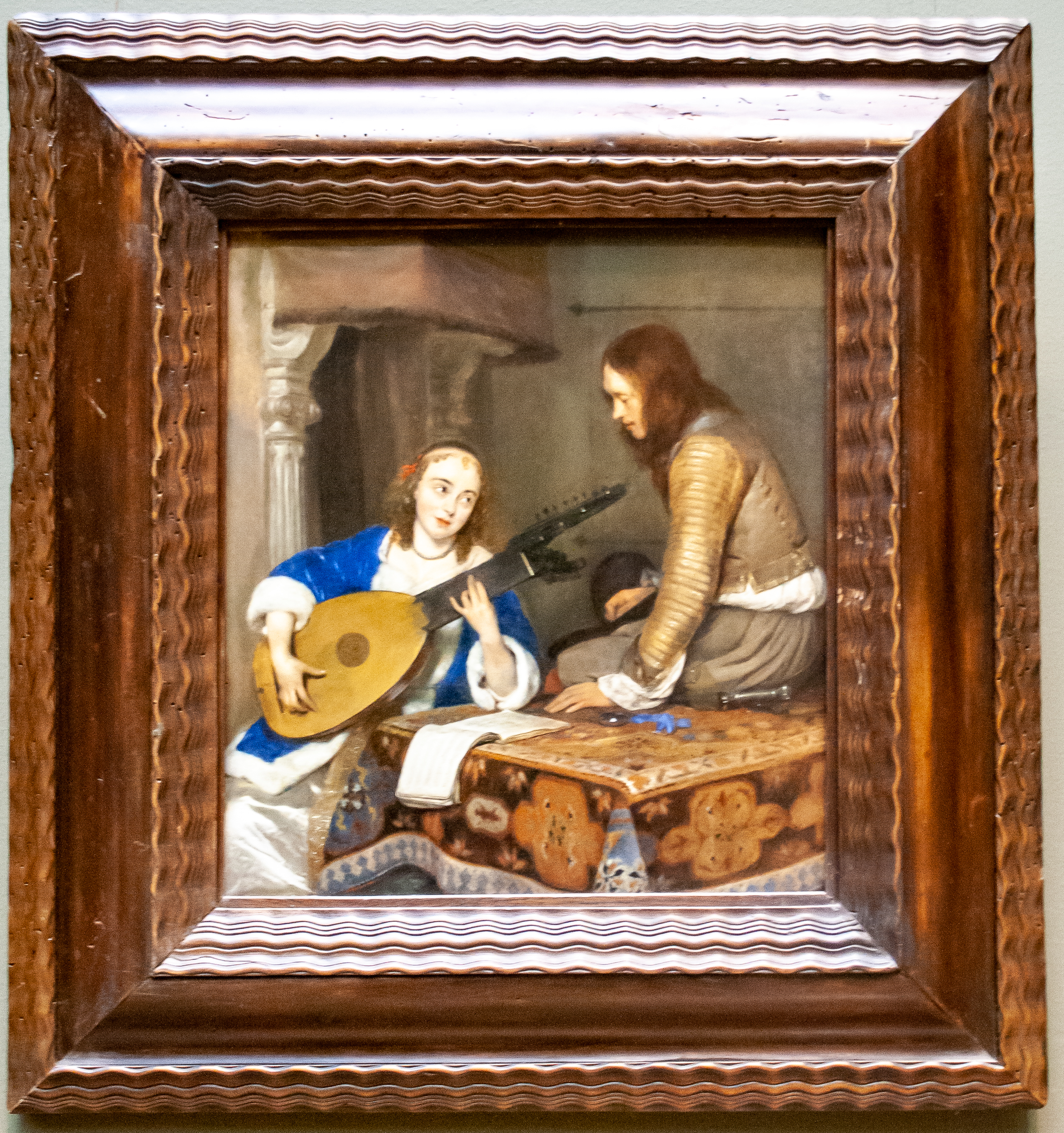
Zsánerképe a New York-i Metropolitanben

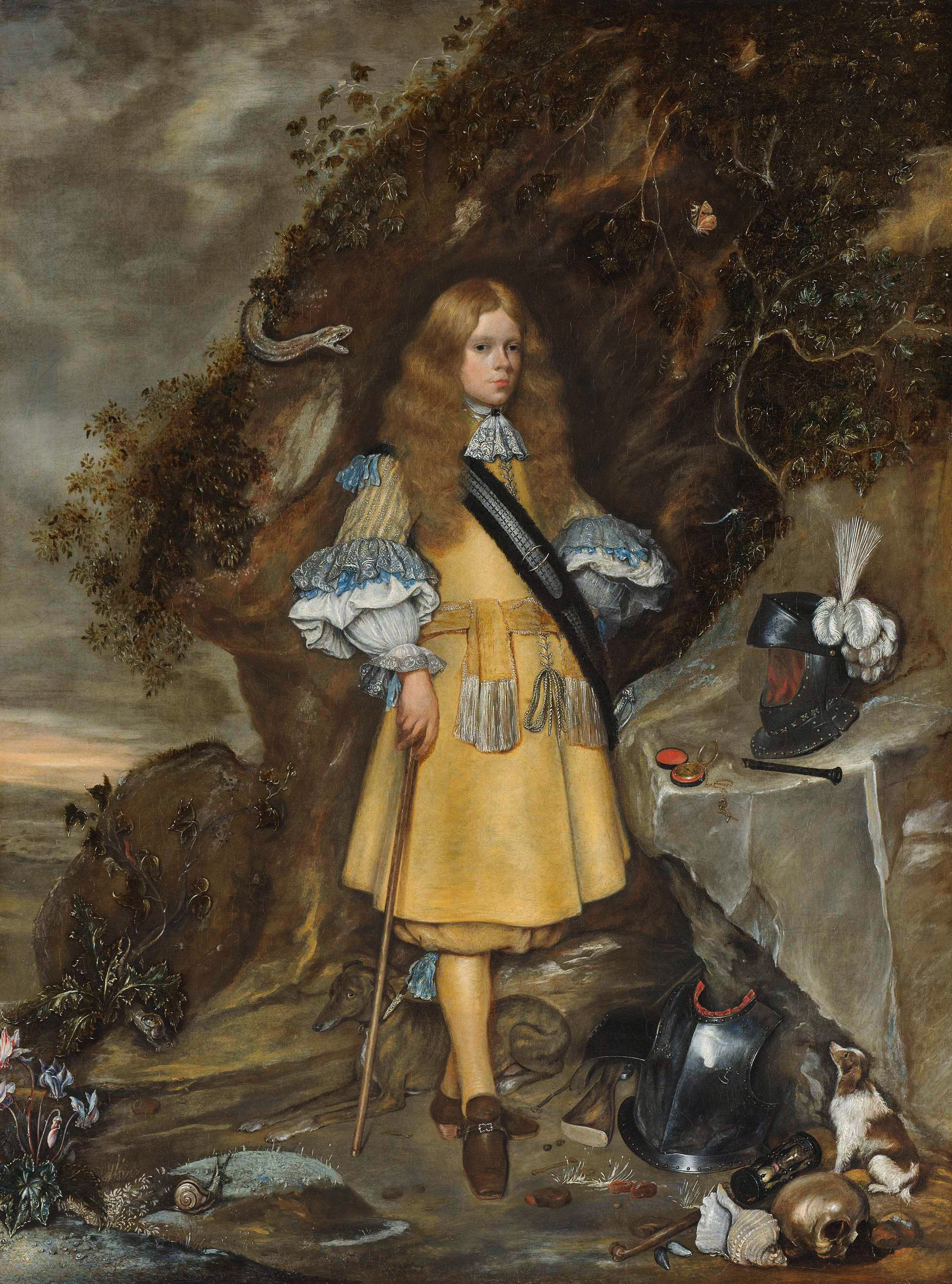
A művész húgával, Gesina ter Gerarddal közösen festett festménye Moses ter Borchról, (1667-69)

Gerard Terborch (tulajdonképpen Gerard ter Borch, de Magyarországon Gerard Terboch néven vált ismertté a művészettörténeti szakirodalomban; Zwolle, 1617. — Deventer, 1681. december 8.) holland életképfestő, a holland festészet aranykorának egyik kiemelkedő festő egyénisége. Ismert önarcképét 1668 körül festette.

## Életpályája
Művészcsaládban született, atyja idősb Gerard ter Borch rajzolt, festett, metszeteket gyűjtött, gyermekeit írni, olvasni, számolni, rajzolni, festeni tanította. Az ifjú Gerard Terborch rajzolni, festeni előbb otthon, majd Amszterdamban és Haarlemben tanult, mestere Pieter de Molijn tájképfestő. Fiatal éveiben sokat utazott, tapasztalatokat és megrendeléseket keresve bejárta Angliát, Franciaországot, Spanyolországot, Spanyolországban megfestette IV. Fülöp arcképét. Lehet, hogy Itáliába is eljutott. Az 1648-as münsteri békekongresszust ábrázoló monumentális történelmi festménye 86 személyt ábrázol, ennek nyomán feltehető, hogy a harmincéves háború vége felé német területen is járt.
1657-ben tért haza szülőföldjére, s megtelepedett Deventerben. Hollandabb volt, mint azok a hollandok, akik soha ki sem tették lábukat szülőföldjükről. Figurális kompozícióin vagy kis méretű portréin többnyire igen előkelő világot ábrázol, kifinomult, művelt embereket, akik szemmel láthatólag a magasabb polgári körökhöz tartoznak. Leggyakrabban jól öltözött embereket látunk otthonaikban, nyugalmas háttérrel, kevés bútorral berendezett szobákban, ebédlőkben.
Művészete az életképek nyersebb, zamatosabb légköréből fejlődött, például az Atyai intelem című alkotását úgy magyarázzák, hogy azon eredetileg egy bordélyházi jelenetet látunk (hasonló jelenetek ábrázolása nem idegen a szerzőtől), amely egy prostituáltat ábrázol, a tőle jobbra ülő idős hölgy pedig a kerítő, a mellette ülő férfi pedig a „kuncsaft”, aki kezében pénzt mutat fel a prostituált szolgáltatásainak megnyerése érdekében, állítólag később a pénzt kitörölték a férfi kezéből, így lett a jelenetből Atyai intelem. Mindezzel együtt tény, hogy képei az egyre választékosabb, előkelőbb polgári világot ábrázolják, nem véletlen, hiszen a megrendelők nagy többsége ebből a körből való.
Csöndes térkivágásaiban igen különleges azoknak a selymeknek a ragyogása, amelyet a holland nők akkoriban kezdtek viselni. A holland hajósok Japánból hozták a most már sárkányminták nélküli ezüstszürke, fakózöld, vörös vagy áttetszően lila árnyalatú selymeket. A szoknyák redőire hulló fény valósággal váltogatta a színeket, szinte megmagyarázhatatlan, hogy Terborch, hogyan tudta tükrözni képein a gyöngyházas fényhatásokat.
Terborch ecsetkezelése a részletek finomságát is varázslatos biztonsággal tárja elénk, érzékelteti a holland polgár tiszta otthonának, a csendes házias foglalatosságnak utolérhetetlenül szép, tiszta holland hangulatait. Hatása a korabeli holland festőkre szinte felmérhetetlen (Gabriël Metsu, Caspar Netscher, Jan Vermeer van Delft, Pieter de Hooch, stb.) Terborch, Pieter de Hooch és Vermeer van Delft művészetében az emberiség által valaha is elért festői érzékenység egyik legmagasabb csúcsát tapasztaljuk mindazzal együtt, hogy a sajátos holland életforma korabeli pontos leírását is megkapjuk.

## Műveiből
- Az 1648-as münsteri békekongresszus (Rijksmuseum, Amszterdam)
- Muzsikáló társaság (Berlin)
- Almahámozó nő (1650, Kunsthistorisches Museum, Bécs)
- Kézét mosó hölgy (1646-59, Staatliche Kunstsammlungen Dresden, Drezda)
- Atyai intelem/feddés (első változat, 1653-1655, Rijksmuseum, Amszterdam)
- Az udvarló látogatása (1658, National Gallery of Art, Washington)
- Zenelecke (Louvre, Párizs)
- A szerelmes levél (Mauritshuis, Hága)
- Házi muzsika (Staatliche Museen, Berlin)
- Lanton játszó hölgy (1667-70, Staatliche Museen, Kassel)
- Egy hölgy játszik lanton két férfinak (1667-68, National Gallery, London
- Kutyát bolhászó fiú (1670-75, Alte Pinakothek, München)
- Olvasó férfi képmása (c. 1675, Museo Thyssen-Bornemisza, Madrid)

## Galéria

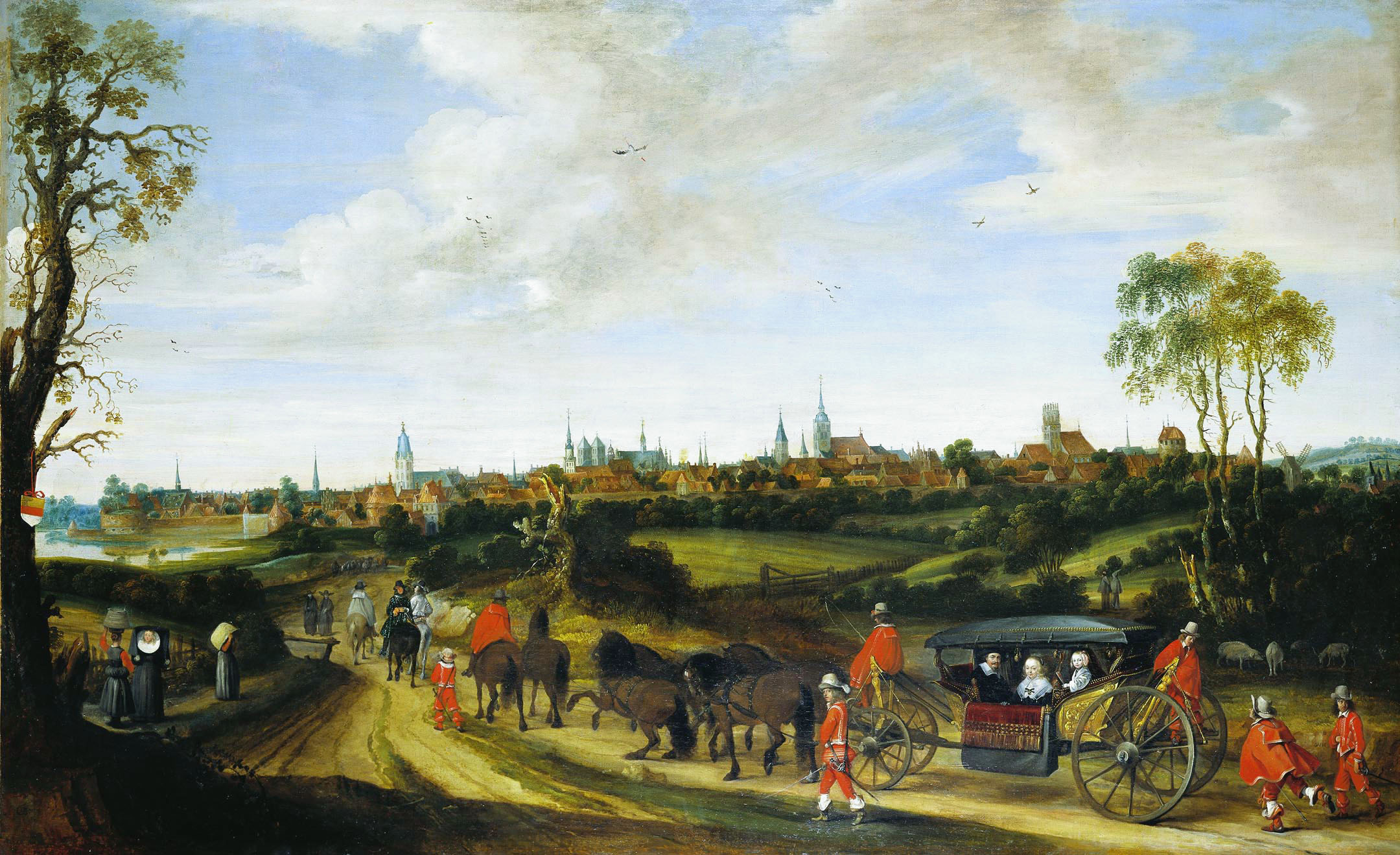
Adrian Pauw megérkezése Münsterbe (tájkép, 1646)
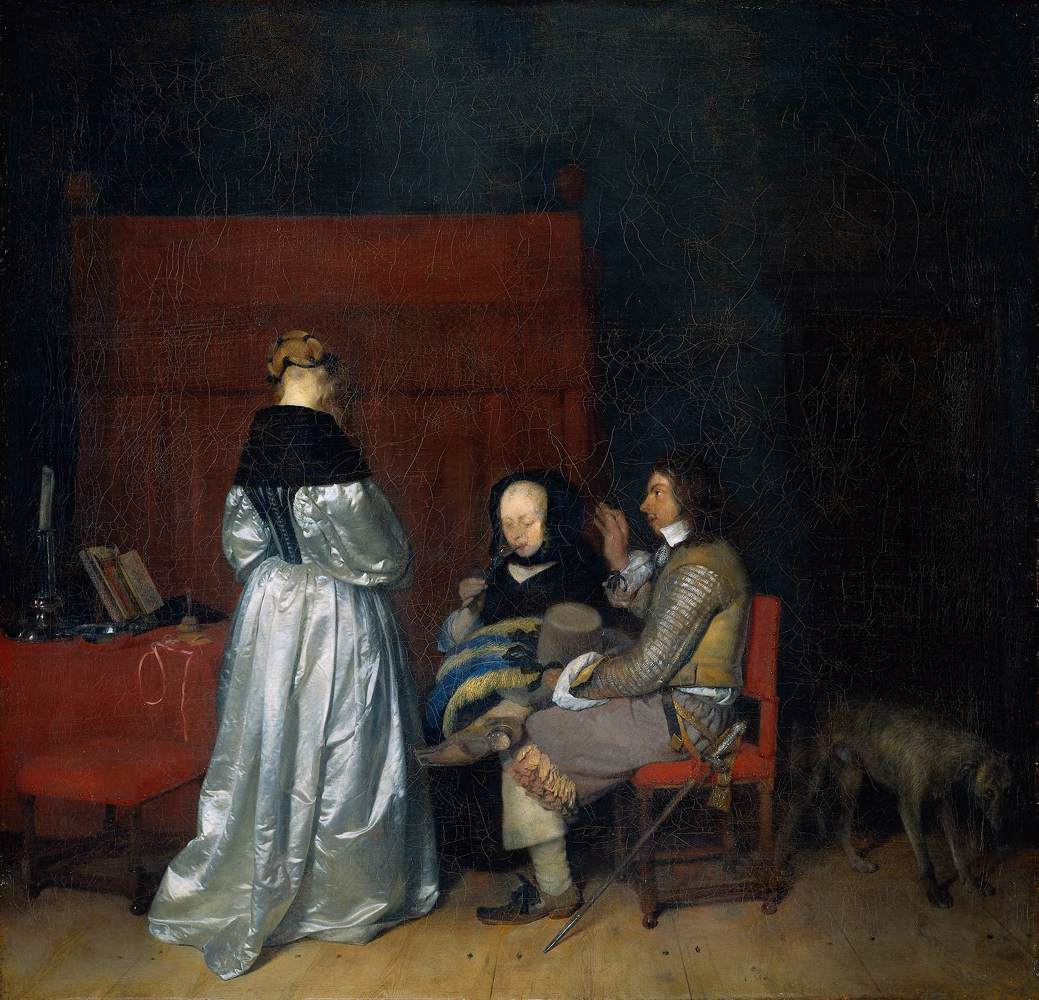
Gáláns beszélgetés (1653-55)
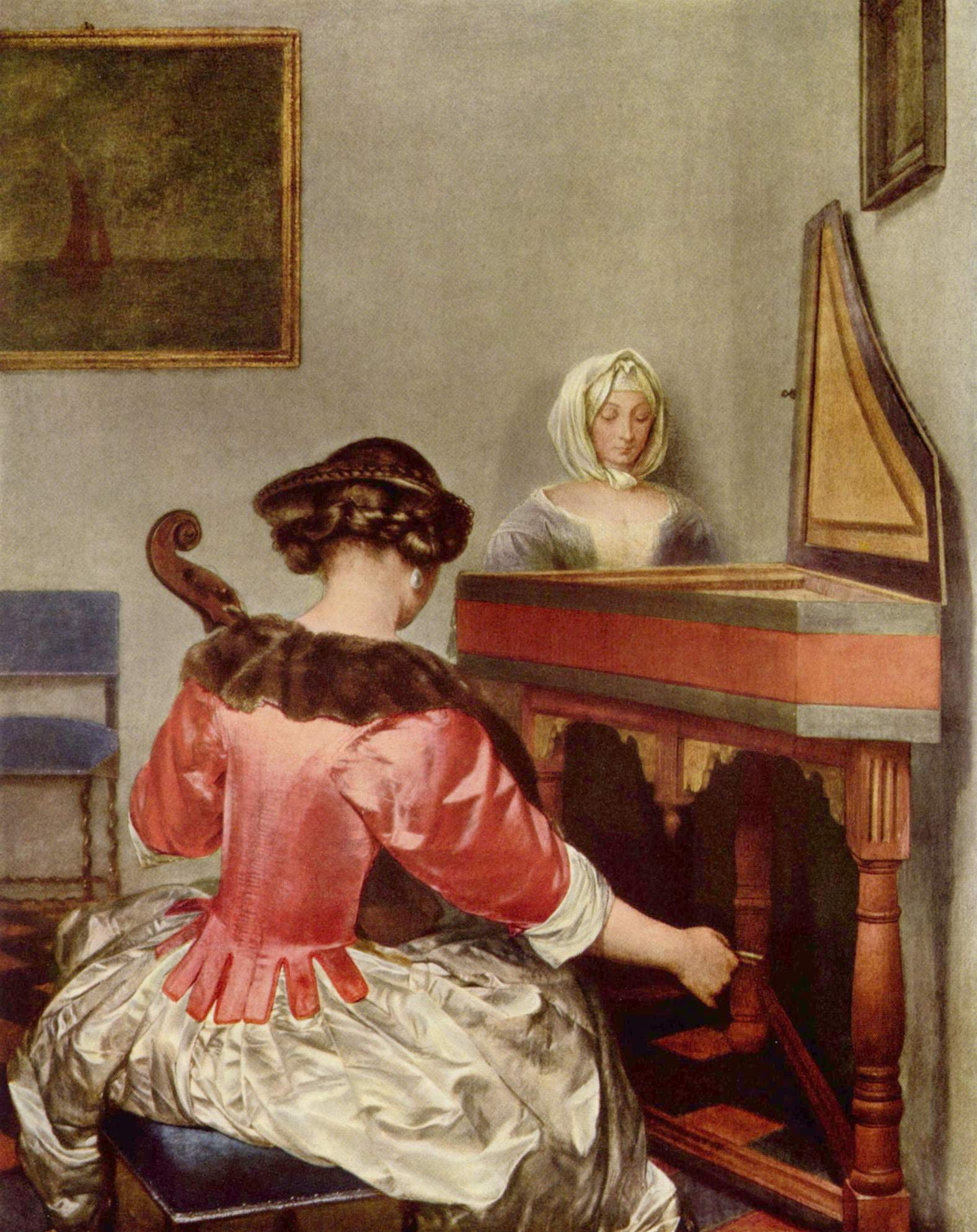
A koncert (1655)
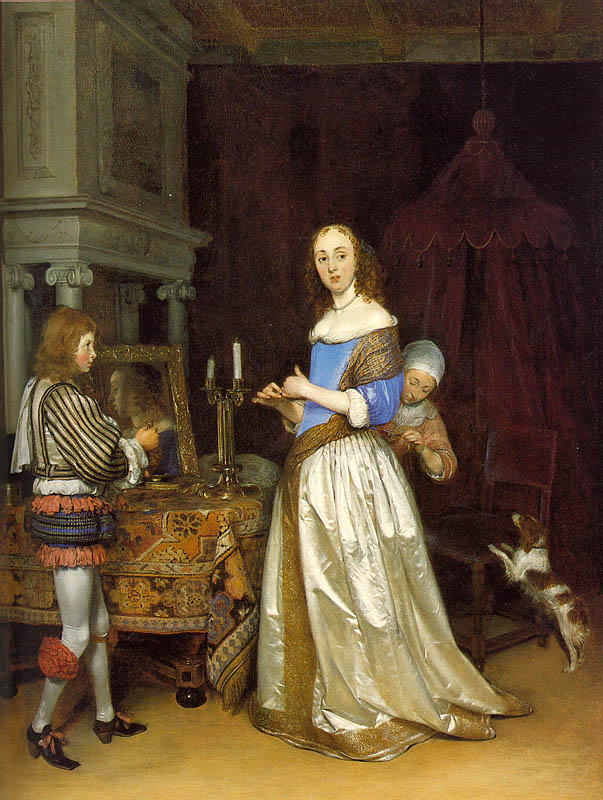
Hölgy a szobájában (1660)
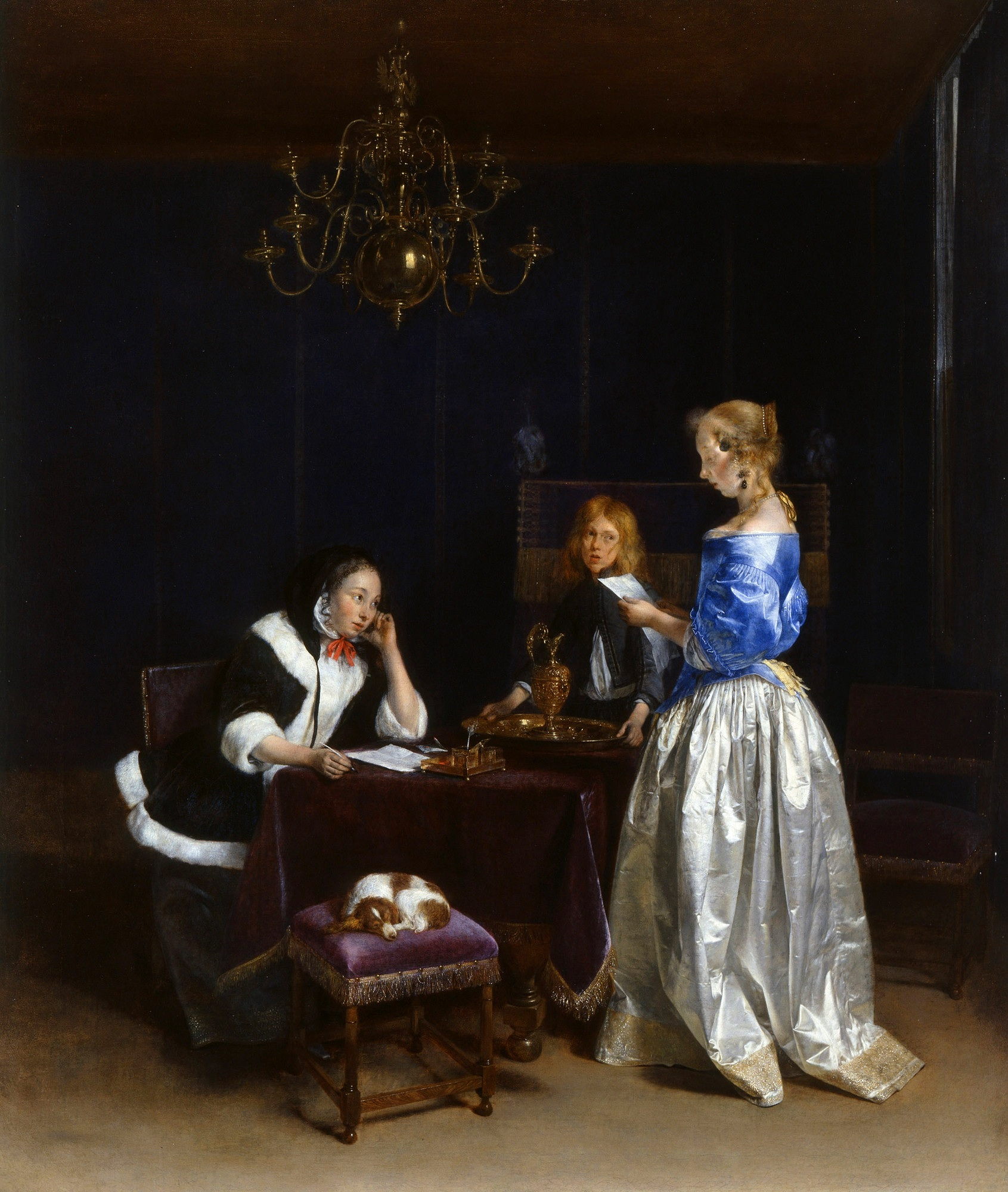
Egy hölgy levelet olvas (1662)